# 岡山県道476号横野滝線
岡山県道476号横野滝線（おかやまけんどう476ごう よこのたきせん）は、岡山県津山市を通る一般県道である。

## 概要
横野滝駐車場付近から岡山県道68号津山加茂線交点に至る。県道標識すらない狭い道である。どこが起点かも判然としない。加茂方面へは案内標識は出ているが、実質的に通行不能。よって津山市中心部方面に行くしかない。
横野滝付近は携帯電話の電波はNTTドコモの場合は3Gしか入らない模様

### 路線データ
- 起点：津山市上横野（横野滝駐車場付近）
- 終点：津山市上横野（岡山県道68号津山加茂線交点）
- 総延長：3.1 km

## 地理

### 通過する自治体
- 津山市

### 交差する道路
| 交差する道路           | 交差する場所 | 交差する場所 |
| ---------------------- | ------------ | ------------ |
| 岡山県道68号津山加茂線 | 上横野       | 終点         |

### 沿線
- 横野滝